# Kliplev Skole
Kliplev Skole er en folkeskole beliggende i Kliplev i Aabenraa Kommune, Danmark. Skolen tilbyder undervisning fra børnehaveklasse til 6. klasse og er en del af det kommunale folkeskolesystem. Kliplev Skole betjener primært elever fra nærområdet.

## Historie
Kliplev Skole har rødder tilbage til det 19. århundrede, fra 1895 og fremefter. Skolen har siden etableringen gennemgået flere moderniseringer og bygningsudvidelser i takt med ændringer i elevtal og udviklingen inden for undervisningsmetoder.
I perioden 2021–2025 indgår Kliplev Skole i Aabenraa Kommunes udviklingsstrategi for folkeskolerne. Strategien fokuserer på at styrke elevernes faglige færdigheder i blandt andet dansk og matematik samt at fremme kendskabet til tysk, sprog og kultur.
Skolen udgiver hvert år magasinet 'Skolesmag', hvor elever kan deltage i redaktionsarbejde.